# Éric Mosser
Pour les articles homonymes, voir Mosser.
Éric Mosser, né le 19 janvier 1959 à Roppenheim, est un joueur de football français jouant au poste de milieu défensif.

## Biographie
Il fait partie du club des Pierrots Vauban de Strasbourg avant de rejoindre le RC Strasbourg en 1976. Il dispute 10 rencontres de Championnat de France de football entre 1977 et 1980. Avec Strasbourg, il devient champion de France en 1979. 
À 21 ans en 1980, il n'est pas conservé par le RC Strasbourg et continue sa carrière en Division 3 dans les clubs du FC Mulhouse, de l'AS Strasbourg et des Pierrots Vauban Strasbourg. 
En 1989, il rejoint le FCSR Haguenau avec lequel il gravit les échelons depuis la Division d'honneur jusqu'en Division 4, Division 3 et National 1.